# Oxyuridae
Oxyuridae – rodzina nicieni pasożytujących na ssakach, m.in. na naczelnych. Przykładowym przedstawicielem jest owsik ludzki (Enterobius vermicularis).
Do tej rodziny zaliczane są m.in. rodzaje:
- Enterobius
- Oxyuris